# Zaharia Bârsan
Zaharia Bârsan (Barcaszentpéter, 1878. január 11. – Kolozsvár, 1948. december 13.) román drámaíró, színész, rendező. Az 1919. december elsején megnyílt kolozsvári Román Nemzeti Színház alapítója és első igazgatója.

## Életrajza
Zaharia Bârsan 1878. január 11-én született a Brassó megyében fekvő Barcaszentpéteren. Az általános iskolát szülőfalujában, a középiskolát 1889-ben Brassóban végezte, majd Bukarestben folytatta tanulmányait, 1901-ben szerzett diplomát Bukarestben a Színművészeti Karon, majd a Bukaresti Egyetem Bölcsészettudományi Karán hallgatott filozófiát, majd a román színház ösztöndíjasa lett.
1919–1927 között a kolozsvári Nemzeti Színház rendezője, 1931–1936 között és 1945-ben tiszteletbeli igazgatója. 1919-től mint tanár működött a Zeneművészeti és Színművészeti karon Kolozsváron.

## Fontosabb munkái
- Red Roses (háromfelvonásos drámai költemény, 1915)